# Villers-Agron-Aiguizy
Villers-Agron-Aiguizy is een gemeente in het Franse departement Aisne (regio Hauts-de-France) en telt 98 inwoners (2009). De plaats maakt deel uit van het arrondissement Château-Thierry.

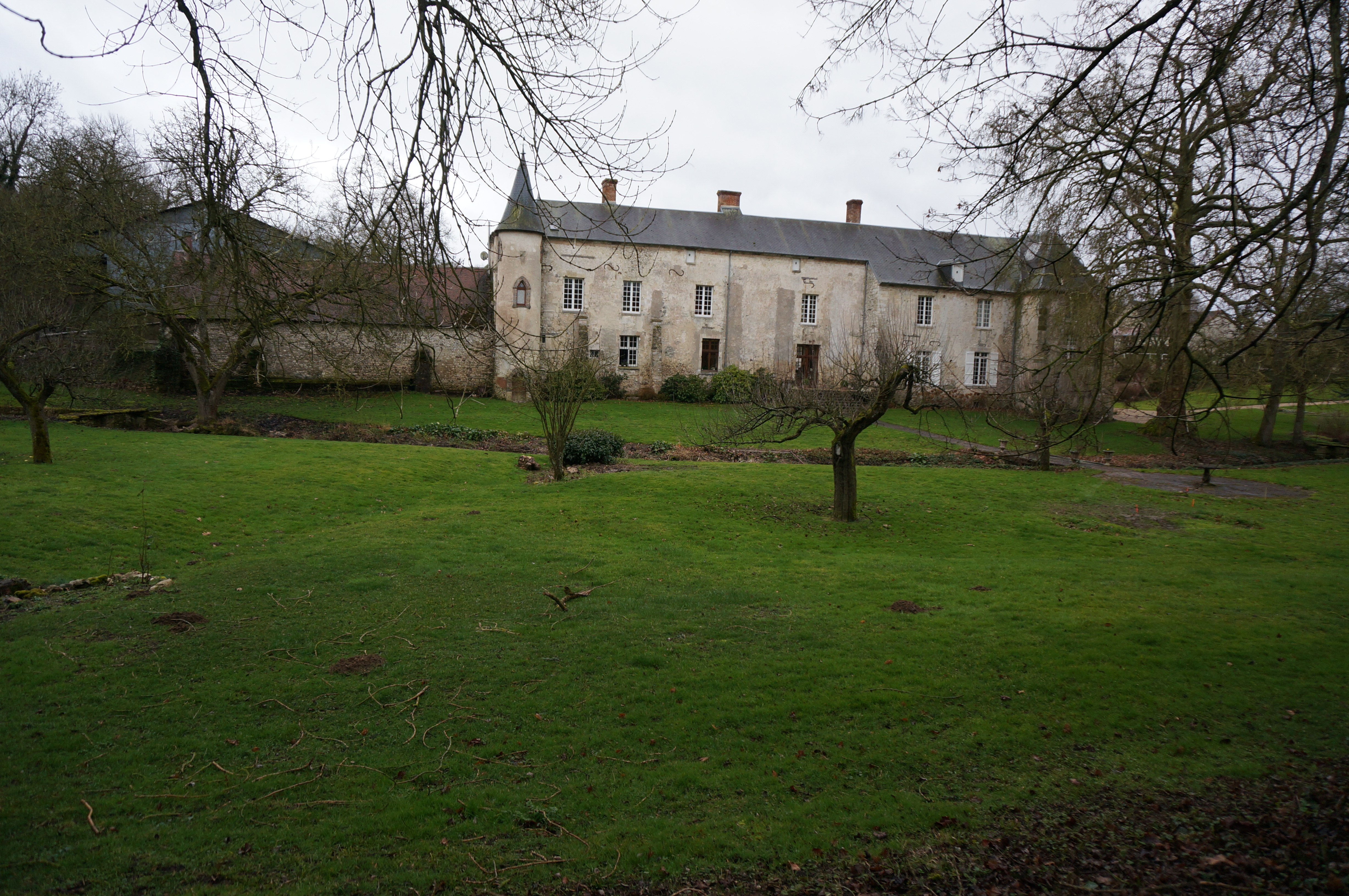
Kasteel parc Agron
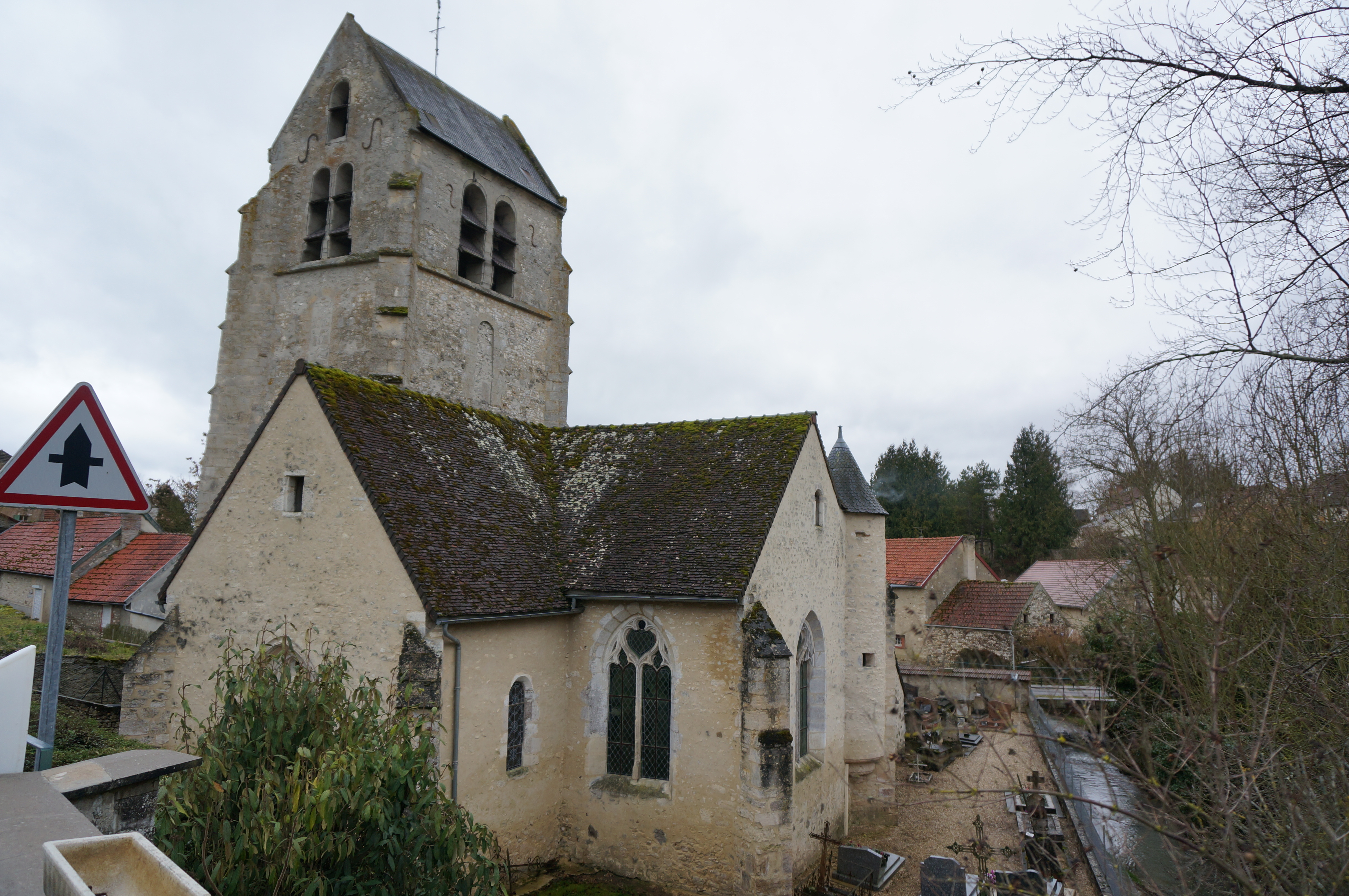
Kerk in Villers-Agron-Aiguizy

## Geografie
De oppervlakte van Villers-Agron-Aiguizy bedraagt 13,3 km², de bevolkingsdichtheid is dus 7,4 inwoners per km².
De onderstaande kaart toont de ligging van Villers-Agron-Aiguizy met de belangrijkste infrastructuur en aangrenzende gemeenten.

## Demografie
Onderstaande figuur toont het verloop van het inwonertal (bron: INSEE-tellingen).
Vanwege een beveiligingsprobleem met de MediaWiki Graph-software is het momenteel niet mogelijk deze grafiek weer te geven. Zodra de software is bijgewerkt zal de grafiek vanzelf weer zichtbaar worden.